# آن ماري فلمنج
آن ماري فلمنج هي كاتبة قصص مصورة ومخرجة كندية، ولدت في 1962 في مدينة أوكيناوا في اليابان.

## وصلات خارجية
- آن ماري فلمنج على موقع IMDb (الإنجليزية)
- آن ماري فلمنج على موقع ألو سيني (الفرنسية)
- آن ماري فلمنج على موقع أول موفي (الإنجليزية)
- آن ماري فلمنج على موقع قاعدة بيانات الفيلم (الإنجليزية)
- آن ماري فلمنج على موقع كينوبويسك (الروسية)